# George Tisdale Hodges

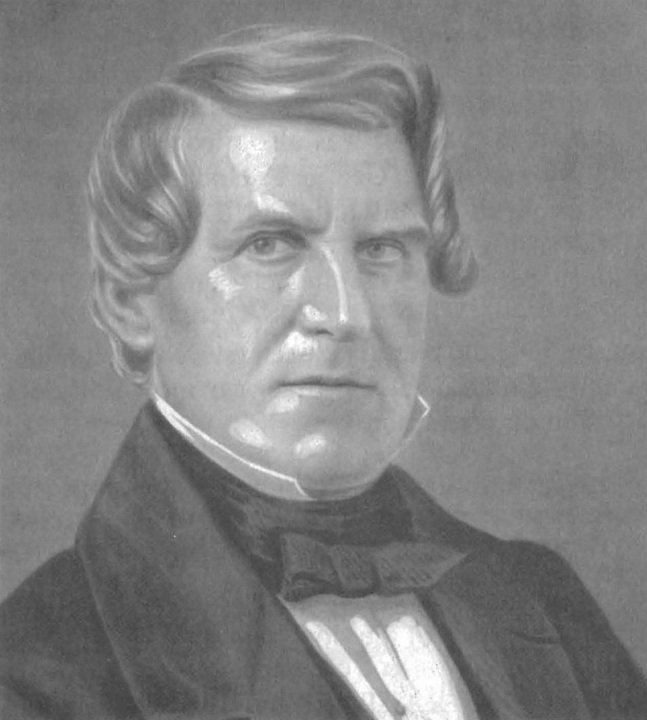
George Tisdale Hodges

George Tisdale Hodges (* 4. Juli 1789 in Clarendon, Republik Vermont; † 9. August 1860 in Rutland, Vermont) war ein US-amerikanischer Politiker. Zwischen 1856 und 1857 vertrat er den ersten Wahlbezirk des Bundesstaates Vermont im US-Repräsentantenhaus.

## Werdegang
George Hodges besuchte die öffentlichen Schulen seiner Heimat und wurde dann in Rutland geschäftlich und politisch tätig. Er war zunächst Mitglied der Whig Party und wechselte nach deren Auflösung zu den Republikanern. In den Jahren 1827 bis 1829 und nochmals von 1839 bis 1840 war er Abgeordneter im Repräsentantenhaus von Vermont. Zwischen 1845 und 1847 gehörte er dem Staatssenat an; ab 1846 war er dessen Präsident. Im Jahr 1848 war er Wahlmann bei der Präsidentschaftswahl, wo er für den siegreichen Whig-Kandidaten Zachary Taylor stimmte. Hodges war auch über 25 Jahre lang Präsident der Bank of Rutland.
Nach dem Tod des Kongressabgeordneten James Meacham wurde Hodges als republikanischer Kandidat bei der fälligen Nachwahl zu dessen Nachfolger im US-Repräsentantenhaus in Washington, D.C. gewählt. Damit war er der erste Kongressabgeordnete seiner im Jahr 1854 gegründeten Partei aus Vermont. Zwischen dem 1. Dezember 1856 und dem 3. März 1857 beendete Hodges die angebrochene Legislaturperiode seines Vorgängers. Bei den regulären Kongresswahlen des Jahres 1856 verzichtete er auf eine erneute Kandidatur.
George Hodges starb am 9. August 1860 in Rutland und wurde dort auch beigesetzt.